# Oceanapia ascidia
Oceanapia ascidia är en svampdjursart som först beskrevs av Schmidt 1870.  Oceanapia ascidia ingår i släktet Oceanapia och familjen Phloeodictyidae.
Artens utbredningsområde är Florida. Inga underarter finns listade i Catalogue of Life.